# The Spirit (film)

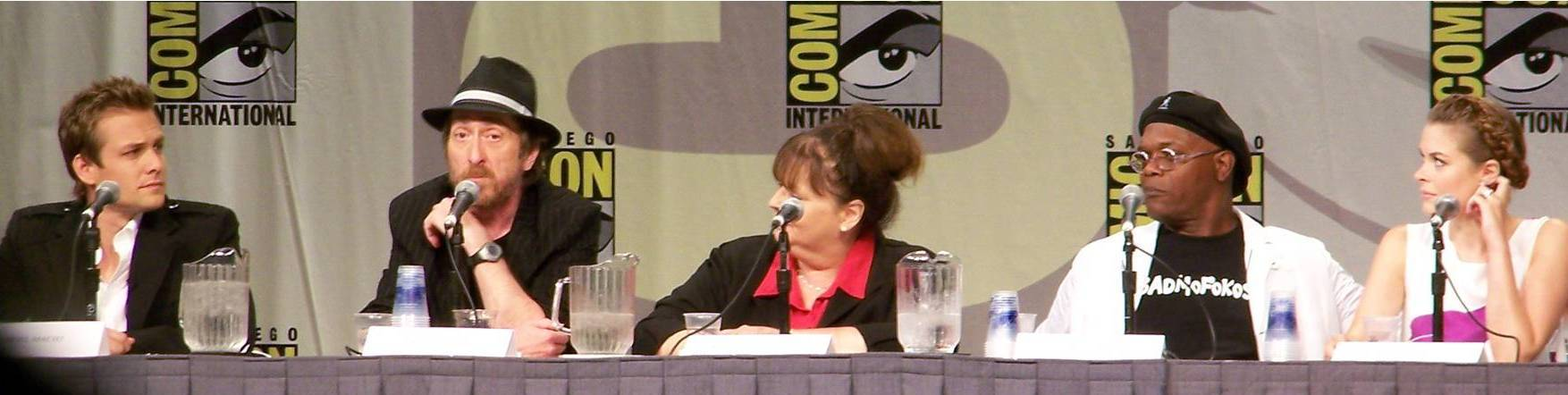
Cast van "The Spirit" tijdens de 2008 Comic-Con convention in San Diego, Californië. V.l.n.r.: Gabriel Macht, Frank Miller, Deborah Del Prete, Samuel L. Jackson, en Jaime King

The Spirit is een Amerikaanse comicbook-verfilming uit 2008 onder regie van stripauteur Frank Miller. Hij baseerde het verhaal op de gelijknamige comicreeks van Will Eisner, de geestelijk vader van het titelpersonage.

## Verhaal
The Spirit gaat over een overleden man (Gabriel Macht) die als geest terugkomt om een superheld te worden en Central City te redden van haar ondergang, door het op te nemen tegen superschurk The Octopus (Samuel L. Jackson) en zijn handlangster Silken Floss (Scarlett Johansson).
De film is niet gebaseerd op een bestaand stripverhaal, maar volgt The Spirit vanaf zijn laatste avontuur. De film is daarbij een moderne variant van het originele comicserie, die liep in de jaren 40 en 50. The Spirit bevindt zich in een liefdesdriehoek met Sand Saref (Eva Mendes) en Ellen Dolan (Sarah Paulson), de dochter van Central City's commissaris Dolan (Dan Lauria). Het gekleurde controversiële (want niet vrij van beschuldigingen van racisme) personage Ebony White is buiten de verfilming gelaten.

## Rolverdeling
- Jaime King - Lorelei Rox
- Gabriel Macht - The Spirit / Denny Colt
- Dan Gerrity - Rechercheur Sussman
- Arthur the Cat - Zichzelf
- Kimberly Cox - Damsel in Distress
- Larry Reinhardt-Meyer - Officer MacReady
- Frank Miller - Liebowitz
- Eva Mendes - Sand Saref
- Eric Balfour - Mahmoud
- Samuel L. Jackson - The Octopus
- Louis Lombardi - Pathos / Ethos / Logos
- Scarlett Johansson - Silken Floss
- Sarah Paulson - Ellen Dolan
- Dan Lauria - Dolan
- David Wiegand - Agent Saref
- Richard Portnow - Donenfeld
- Mark Delgallo - Seth
- Stana Katic - Morgenstern
- Paz Vega - Plaster of Paris
- Drew Pollock - Agent Klink

## Critici
RottenTomatoes.com zegt: "de visuele aspecten van de film zijn mooi maar door slechte personages die snel worden vergeten en slechte dialogen is de film niet goed." 
De bezoekers van de website IMDb beoordelen The Spirit met een 4.8.